# Ommelander Ziekenhuis Groningen

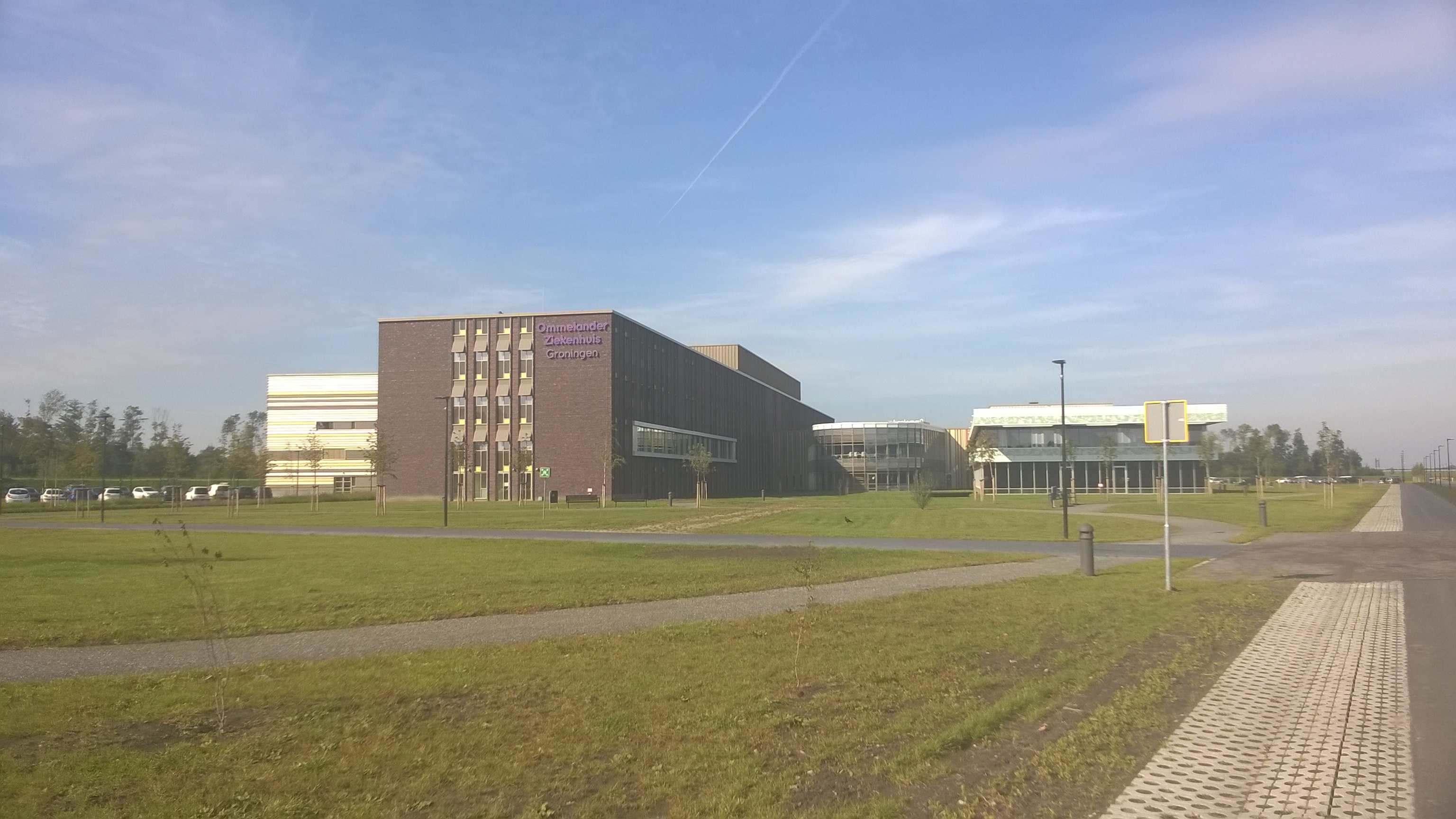
Ziekenhuis in Scheemda

Het Ommelander Ziekenhuis Groningen is een modern algemeen ziekenhuis in Noord-Oost Groningen en bevindt zich in Scheemda. Het Ommelander Ziekenhuis Groningen is in 2008 ontstaan uit een fusie tussen de ziekenhuizen in Delfzijl en Winschoten. Het ziekenhuis in Scheemda is sinds 2018 de hoofdlocatie en betreft een duurzaam, energiezuinig, goed toegankelijk en gastvrij gebouw, dat tevens aardbevingsbestendig is. Daarnaast zijn er verschillende servicepunten in de regio waar zorg dichtbij huis wordt geboden.

Het Ommelander Ziekenhuis Groningen maakt sinds december 2015 onderdeel uit van het Universitair Medisch Centrum (UMCG). Binnen het UMCG functioneren zij als volledig zelfstandig ziekenhuis. Jaarlijks vinden er ongeveer 88.000 eerste polikliniekbezoeken en 130.000 herhalingsbezoeken plaats. Rond de 13.000 mensen worden per jaar opgenomen en daarnaast komen er zo’n 15.000 mensen naar het ziekenhuis voor een vorm van dagbehandeling. De organisatie richt zich op positieve gezondheid waarbij het functioneren en welbevinden van de patiënt centraal staan. Er werken ruim 1.400 medewerkers, waaronder ruim 100 medisch specialisten in loondienst.